# Rudolph Graser
Rudolph Graser, Taufname Johann Nepomuk Graser (* 4. Juli 1728 in Linz; † 20. Jänner 1787 in Ried im Innkreis) war ein österreichischer, dem Benediktinerorden angehöriger Theologe und Homilet.

## Leben
Rudolph Graser erhielt den humanistischen Unterricht in den Klöstern Garsten und Kremsmünster. 1744 trat er in Kremsmünster in den Benediktinerorden ein und legte dort am 13. November 1745 die Profess ab. Anschließend studierte er Philosophie und Theologie in Kremsmünster und an der Universität Salzburg. Seine Priesterweihe erfolgte am 1. Oktober 1752.
Aufgrund seines eingehenderen Studiums der deutschen Sprache kam Graser in einen ein Jahr lang aufrechterhaltenen Briefwechsel mit Johann Christoph Gottsched und dessen Frau. Die Kontaktaufnahme Grasers mit Gottsched hatte der österreichische Benediktiner Placidus Amon 1752 eingefädelt. Von dieser Korrespondenz blieben vier Briefe Grasers an Gottsched sowie zwei an dessen Gattin erhalten, doch dürfte der Briefwechsel umfangreicher gewesen sein. In der Folge machte sich Graser um eine Sprachreform auf dem Gebiet der geistlichen Beredsamkeit verdient. Von 1757 bis 1760 wirkte er als Professor der Poetik in seinem Kloster und unternahm hierauf im August 1760 eine Studienreise nach Paris, um sich dort ein Jahr lang in fremden Sprachen auszubilden. In der französischen Hauptstadt besuchte er auch die Vorträge berühmter Kanzelredner. Nach seiner Rückkehr wurde er 1762 Kooperator in Viechtwang, dann in Buchkirchen, 1767 Pfarrer in Eberstalzell, 1768 in Fischlham sowie 1775 in Ried.
Graser war zu seiner Zeit als Prediger wie als homiletischer Theoretiker geschätzt. Der Vortrag in seinen Predigten ist einfach und ohne Wortgepränge, aber doch eindringlich, der Stil ist mehr didaktisch als oratorisch und der Inhalt beschränkt sich auf die wichtigen und ernsthaften geistlichen Themen. Neben homiletischen Schriften und Predigtsammlungen verfasste er u. a. das Gelegenheitsgedicht Poetische Bittschrift an Ihre Majestät die Kaiserin Königin (Augsburg 1769). 1779 ernannte ihn die kurfürstlich-bairische Gesellschaft zur Pflege der geistlichen Beredsamkeit in München zu ihrem Mitglied. Er starb am 20. Jänner 1787 im Alter von 58 Jahren in Ried.

## Schriften (Auswahl)
- Vollständige Lehrart zu predigen, oder wahre Beredsamkeit der christlichen Kanzel nach den Vorschriften der berühmten Redner Frankreichs und Deutschlands in gründlichen Regeln verfasst, Salzburg 1766; 2. Auflage Augsburg 1768
- Praktische Beredsamkeit der christlichen Kanzel, in Regeln, Exempeln und vollständigen Mustern, Augsburg 1769; 2. Auflage mit einer Vorrede von Grasers Ordensbruder Maurus Lindemayr, Augsburg 1774
- Predigten auf alle Sonn- und Festtage des Jahres, 2 Bände, Augsburg 1772 und 1775; 2. Auflage 1774 und 1776; Bd. 1, 3. Auflage 1776
- Verschiedene Predigten auf Sonn- und Festtage nebst einem Vorschlage, das Predigtamt zu erleichtern, und einem Entwurfe einer vollständigen Christenlehre für das Landvolk, Augsburg 1776; 2. Auflage 1777
- P. Zacharias Laselve sämtliche Predigten auf alle Sonn- und Festtage, wie auch für den Advent und die Fasten. Aus dem Lateinischen übersetzt, abgeändert und nach dem heutigen Geschmack eingerichtet, 2 Bände, Augsburg 1778; 2. Auflage 2 Bände, Augsburg 1783